# Construcții

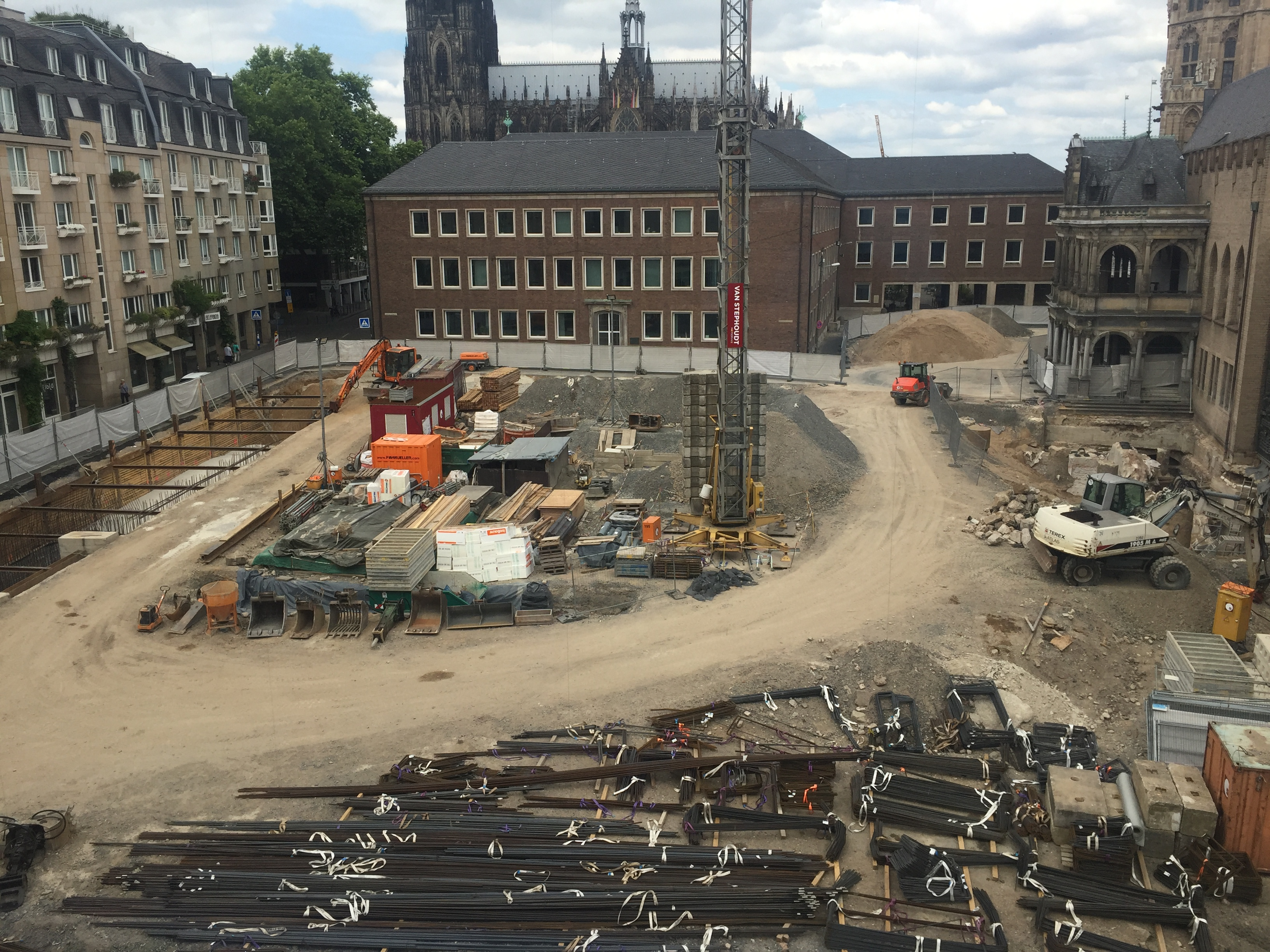
Șantier de construcții și echipamente pregătite pentru începerea lucrărilor în Köln, Germania

Construcții este denumirea unei ramuri a tehnicii care se ocupă cu proiectarea, execuția, întreținerea și exploatarea diferitor structuri sau lucrări de infrastructură. Construcția este un termen general care înseamnă arta și știința de a forma obiecte, sisteme sau organizații.
Construcția cuprinde o serie de lucrări începând de la construcția clădirii, a infrastructurii(apa , curentul electric, canalizare, gazul, etc., după caz a instalațiiilor industriale și a activităților asociate acesteia pentru care trebuie avute în vedere instalațiile sanitare și încălzire, etc. De obicei, pentru executarea acesteia se începe cu planificarea lucrării, finanțarea și proiectarea acesteia, se continuă cu execuția acesteia până când se finalizează lucrarea și se dă în funcțiune. La construcție în timp se fac lucrări de reparații și întreținere, pot apare lucrări de extindere și de îmbunătățire a acesteia, precum și de  demolare, dezmembrare sau dezafectare a acestuia .

## Cerințe esențiale construcții
Pentru obținerea unor construcții de calitate trebuie respectate următoarelor cerințe esențiale:
1. rezistenta mecanică și stabilitate;
2. securitate la incendiu;
3. igiena, sănătate și mediu;
4. siguranța în exploatare;
5. protecție împotriva zgomotului;
6. economie de energie și izolare termica[2].

Respectarea cerințelor fundamentale pentru verificarea și expertizarea tehnică a proiectelor, precum și expertizarea tehnică a execuției lucrărilor și a construcțiilor se efectuează de către specialiști cu activitate în construcții (verificatori de proiecte) după caz, atestați de Ministerul Dezvoltării Regionale și Administrației Publice.

## Clasificarea construcțiilor
Această clasificare se face în funcție de obiectivele urmărite: proiectare, prescripții tehnice, evidență economică sau statistică, planificarea și organizarea lucrărilor, documentare etc. Omogenitatea clasificării se asigură prin gruparea asemănătoare prin elemente principale comune de proiectare și execuție. În clasificarea funcțională sau după destinație se grupează construcțiile din punct de vedere al cerințelor funcționale și amplasamentului geografic. Din acest punct de vedere construcțiile se împart în clădiri și construcții inginerești. Clădirile sau construcțiile civile, industriale și agricole adăpostesc oameni și alte viețuitoare, activitatea omenească, de intemperiile atmosferice (viscol, ger, vânt, ploaie, arșița soarelui etc.) făcând posibilă adaptarea la mediul geografic atât de variat și cu clime atât de diferite. Construcțiile inginerești sunt toate celelalte construcții, căi de comunicații terestre și pe apă, construcțiile hidrotehnice și subterane, liniile de transport ale energiei electrice etc.

### Condiții tehnice pentru construcții
Fiecare construcție sau element de construcție trebuie să satisfacă un ansamblu de condiții tehnice sau cerințe tehnico-economice principale, care privesc durabilitatea în timp, robustețea structurala, rezistența la foc, rezistența și stabilitatea construcției, condiții fizice și igienice, arhitectonice, economico-organizatorice, executarea lucrărilor de utilități publice menite să furnizeze bunuri și servicii considerate esențiale: apa , gazul, curentul electric, etc.
Durabilitatea reprezintă durata de funcționare normală în timp a principalelor elemente de construcții, fără pierderea calității necesare exploatării optime și poate fi: ridicată (de gradul I) și este peste 100 de ani; mijlocie (de gradul II) între 50 și 100 de ani; normală sau obișnuită (de gradul III) între 20 și 50 de ani.
Construcțiile cu durată de funcționare mai mica de 20 de ani sunt considerate construcții cu caracter provizoriu.
Durabilitatea este determinată de materialele folosite, soluția aleasă la proiectare și modul de execuție, condițiile de exploatare și întreținere și se referă la rezistența materialelor și elementelor de construcții la diferite acțiuni cum ar fi: îngheț-dezgheț, umiditate, coroziune, acțiunea biologică a microorganismelor cât și acțiunea mediului înconjurător: agenți atmosferici, fum, gaze, diferite noxe din mediul interior etc.
Rezistența la foc reprezintă capacitatea construcției de a-și menține integritatea în cazul izbucnirii unui incendiu, un anumit interval de timp prescris. Prin expunerea la temperaturi ridicate materialele de construcții își modifica caracteristicile mecanice prin degradarea rezistentei și prin creșterea deformabilității, fapt care duce la pierderea rezistentei și cedarea elementelor precum și la deformarea lor excesiva cu efecte ce pot compromite integritatea și siguranța construcției. Comportarea elementele de construcții la acțiunea focului este dependenta de materialele din care sunt confecționate. Pentru îmbunătățirea rezistentei la incendiu, elementele de construcții se protejează prin diverse mijloace de protecție pasivă caracterisitice (înglobarea elementelor metalice în beton, aplicarea unor mortare rezistente la foc cu un grad de conductivitate termică mică, vopsea termospumantă, diverse placări cu elemente incombustibile). În anumite situații se folosesc complementar și mijloace de protecție activa: instalații de sprinklere  pentru stingerea focului și sisteme de evacuare a fumului.
Cerințe privind rezistența, stabilitatea, ductilitate și rigiditatea  elementelor structurale ce se referă la îndeplinirea condițiilor de proiectare privind atât capacitatea lor portantă, menținerea echilibrului și capacitatea de disipare a energiei, necesare menținerii integrității de ansamblu a structurii, cât și limitarea deformaților excesive, a preîntâmpinării vibraților și a altor condiții necesare asigurării unei exploatări normale.     
Condițiile fizice și igienice sunt legate de realizarea unui climat interior corespunzător prin considerarea următorilor factori, și anume: temperatură, umiditate, iluminare, viteza și circulația curenților de aer, evacuarea aerului viciat etc.
Condițiile de ordin arhitectural trebuie sa asigure un aspect estetic plăcut, cu compoziție arhitectonică optimă realizând în același timp o funcționare optima conforma destinației construcției
Condițiile economico-organizatorice privesc în general costul construcțiilor, tehnologia de execuție și posibilitățile de industrializare, materiale folosite, soluții tehnice, termenul de execuție și punerea în funcțiune.
Robustețea care sa asigure prin alegerea judicioasa a sistemului structural rezistenta acestuia și evitarea colapsului în cazul unor situații precum atacuri teroriste etc.

## Structura de rezistență a unei clădiri
Structura sau scheletul de rezistență reprezintă un ansamblu de elemente structurale (stâlpi, grinzi, pereți, planșee etc), aranjate în asa fel încât să asigure preluarea și transmiterea încărcărilor ce acționează asupra ei, fără sa pericliteze siguranța și integritatea clădirii. Conceperea și dimensionarea structurii de rezistență a unei clădiri este un proces complex și trebuie să corespundă unor cerințe de ordin:
- ingineresc - structura trebuie sa îndeplinească toate cerințele normelor de proiectare impuse, și anume: cerințe privind rezistenta, stabilitatea, ductilitatea, deformabilitatea, siguranța în exploatare;
- arhitectural - structura trebuie să corespundă funcțional destinației stabilite și să prezinte un aspect estetic agreabil;
- economic - de-a minimiza costurilor, reducerea consumul de materiale, a cheltuielilor privind execuția, transportul și montajul elementelor structurale, precum și mentenanța în timp, de asemenea soluția trebuie să fie eficientă și sustenabilă;

Pentru o constructie este important ca structura acesteia sa fie stabila si rezistenta. Aceste exigente se pot indeplini prin mai multe variante de proiectare, insa foarte putine variante vor oferi si costuri minime de executie.
Optimizarea unui proiect de structură de rezistență face ca proiectul rezultat să poată fi executat cu consumuri minime de resurse materiale, umane și tehnologice, asigurând în același timp stabilitatea și rezistența construcției proiectate.

### Fundațiile
Fundația este elementul de construcție care se află în contact direct cu terenul bun de fundare și transmite acestuia toate încărcăturile care acționează construcția. Fundația este partea principală a infrastructurii clădirii prin intermediul căreia se realizează rezemarea pe pământ. Deoarece pământul de fundare are caracteristici mecanice inferioare celor ale materialelor de construcții folosite pentru realizarea fundațiilor, forma lor este în general evazată, sugerând o analogie cu rădăcinile arborilor. Capacitatea portantă a terenului este determinata de presiunea maximă pe care o poate suporta terenul de fundare, fără a exista pericolul cedării acestuia sau a unor tasări care să pericliteze construcția. Capacitatea portantă depinde de natura pământurilor în care se amplasează fundația. La calculul și dimensionarea sistemului de fundare pe lângă considerarea solicitărilor aduse de clădire trebuie ținut seama de natura terenului de fundare și implica stabilirea tipului, a dimensiunilor geometrice a tălpii fundației, a adâncimii de fundare (la care se găsește terenul bun), și a caracteristicilor de rezistenta și deformabilitate a materialelor folosite.

### Clasificarea fundațiilor
- După adâncimea de fundare sunt:
  - fundații de suprafață (de mică adâncime) sau fundații directe;
  - fundații de adâncime sau fundații indirecte (fundații pe piloți, chesoane, puțuri, coloane etc.).
- După modul de execuție față de nivelul apelor subterane sunt:
  - fundații executate deasupra nivelului apei freatice
  - fundații executate sub apă.
- După materialele folosite sunt:
  - fundații din lemn;
  - fundații din piatră naturală, cărămidă, beton simplu sau ciclopian;
  - fundații din beton armat.
- După forma lor în plan se deosebesc: 
  - fundații izolate;
  - fundații continue sub ziduri sau stâlpi;
  - fundații din rețele de grinzi;
  - fundații pe radier general
  - fundații pe chesoane
- După tehnologia de execuție, pot fi:
  - fundații monolit executate la fata locului pe șantier, în groapa de fundație;
  - fundații prefabricate executate în ateliere specializate, transportate și montate pe șantier.

### Alegerea tipului de fundație
Alegerea tipului de fundație se face și pe baza unei analize tehnico-economice a structurii de rezistență în ansamblu și se ține seama de:
- natura și intensitatea încărcărilor;
- condiții climatice (adâncimea de îngheț, cantitatea de precipitații etc.);
- condiții hidrogeologice ale terenului (ape subterane și de suprafață, proprietăților chimice, agresivitate, posibilitatea pătrunderii acestora în fundație);
- gradul de importanță al clădirii;
- posibilitățile tehnologice.

### Fundațiile de lemn
Se execută la construcțiile cu structura de rezistență și închidere din lemn având o durata de exploatare, funcție de specia de lemn și natura terenului, în jurul a 15-20 ani.

### Fundațiile de zidărie de piatră
Se folosesc în zonele în care piatra este material economic și pentru construcții cu regim de înălțime mic.

### Fundații din beton
Fundațiile din beton se execută în mod obișnuit din beton ciclopian, beton simplu și beton armat.

### Pereți
Pereții sau zidurile sunt elemente de construcții verticale care îndeplinesc următoarele funcții:
- preiau și transmit fundațiilor clădirii încărcările provenite de la alte elemente ca acoperiș, planșee, grinzi, etc.;
- închid clădirea spre exterior protejând interiorul acesteia împotriva agenților atmosferici și asigură izolarea termică și fonică;
- compartimentează clădirea în interior în funcție de destinație;
- asigură rezistența construcției la încărcările gravitaționale și la solicitări orizontale (vânt, cutremur).
- După materialul din care sunt alcătuiți, pereții pot fi:

1. pereți din zidărie de lut (chirpici), piatră naturală, cărămidă, înlocuitori de cărămidă, blocuri mici de beton etc.; 
2. pereți sau diafragme din beton armat monolit sau prefabricate; 
2. pereți sau panouri de lemn, de OSB, de PFL, de PAL; 
3. pereți din elemente metalice, panouri din profile formate la rece si tabla cutata, panouri de forfecare din otel sau aluminiu; 
4. pereți despărțitori din elemente de sticlă; 
5. pereți din materiale ușoare: rigips (ghips-carton), ipsos etc; 
6. pereți din materiale plastice;
- După rolul în construcții, se deosebesc:

1.pereți de rezistență (portanți) care preiau și transmit la fundație greutatea proprie și încărcăturile provenite de la acoperiș, planșee, ziduri etc.;
2.pereți autoportanți care suporta numai greutatea lor proprie; 
3.pereți purtați care reazemă pe elementele structurale (planșee, grinzi) și le transmit acestora încărcările din greutatea proprie.
- După poziția în construcție, se deosebesc:

1.pereți situați sub nivelul terenului natural; 
2.pereți amplasați deasupra terenului natural;
3.pereți interiori;
4.pereți exteriori.
- După modul de execuție, pereții pot fi:

1.executați monolit, prin turnare (beton);
2.executați prin zidire cu cărămizi, blocuri, plăci și mortarede legătură;
3.executați prin mortare de elemente prefabricate din lemn, beton, elemente ușoare, elemente de sticla etc. și materiale de legătură (de asamblare).

### Stâlpi
Stâlpii sunt elemente verticale de rezistenta care preiau și transmit fundațiilor încărcările date de elementele orizontale ale structurii de rezistentă(grinzi,planșee,șarpante) sau de alte părți ale structurii care reazemă și descarca pe ei.
După materialele din care se realizează, stâlpii pot fi din:
-lemn
-zidărie 
-beton armat(cu armătură flexibilă
-compuși(beton armat cu armatura rigidă)
-metalici
Stâlpii din lemn se utilizează la executarea construcțiilor provizorii, a magaziilor, depozitelor sau a altor construcții de mică importanță. La construcțiile agrozootehnice, când lemnul este material local, structura de rezistență se execută din lemn.
Stâlpii din lemn pot avea în secțiune transversală formă circulară sau poligonală, pot fi realizați dintr-un singur element sau din mai multe elemente solidarizate între ele.
Stâlpii din zidărie sunt utilizați la diferite tipuri de construcții de imporanță redusă. Stâlpii din zidărie de cărămidă trebuie să aibă latura secțiunii transversale de cel puțin o cărămidă.
În cazuri speciale, la stâlpii care trebuie să preia încărcări mari sau la stălpii de înălțime mare, în zidărie se înglobează bare de oțel-beton (zidăria de armată).
Stâlpii metalici se utilizează la construcții diverse cum ar fi hale industriale, clădiri civile sau industriale. Stâlpii metalici se utilizează în general la structurile care au condiiții deosebite de încărcare și/sau exploatare. Stâlpii metalici pot fi relizați cu diferite forme în secțiune transversală în funcție de tipurile de produse de oțel ce se folosesc la executarea acestora. Astfel stâlpi metalici pot fi realizați având secțiunea transversală simplă sau compusă. 
Stâlpii din beton armat au un domeniu vast de utilizare fiind prezenți la aproape toate tipurile de structuri curente sau speciale din beton armat: se pot realiza prin turnarea betonului la fața locului (monolit) sau prin prefabricare. 
Stâlpii clădirilor civile și industriale realizați monolit au în general, secțiunea transversală de formă pătrată sau dreptunghiulară și mai rar.
În forma de T, I , circulară sau poligonală. Stâlpii prefabricați pentru a rezulta de greutate cât mai redusă, tubulară sau compusă au secțiunea transversală sub formă de T, I tubulară sau compusă. (cu goluri, cu zăbrele etc.)

### Acoperișuri
Acoperișurile sunt elemente de construcții care închid clădirile la partea superioară, cu scopul de a proteja împotriva intemperiilor.

### Scări
Scările sunt elemente de construcții care asigură legătura pe verticală între diferite nivele (etaje) ale clădirii, precum și între trotuar și interiorul clădirii prin elemente orizontale denumite trepte, așezate denivelat unele în raport cu altele, de regulă echidistant. Elementele din care este alcătuită o scară sunt: rampa cu trepte și contratrepte, podestul sau odihna, vangurile, balustrada cu mâna curentă.

## Elemente și lucrări de finisaj

### Definiția și rolul lor
Lucrările de finisaj au rol constructiv, funcțional, decorativ și igienico-sanitar și se execută, în general, după ce întreaga clădire de roșu (fundații, pereți) și acoperișul au fost terminate. Finisajele cuprind lucrări de pardoseli, tencuieli, placaje, zugrăveli, vopsitorii, tapete, tâmplărie.

### Pardoseli
Pardoseala este elementul care delimitează clădirea la partea inferioară sau se aplică pe partea superioară a planșeelor. Pardoseala are o structură diferită în cadrul aceleiași hale agro-zootehnice în funcție de scopul tehnologic pe care aceasta trebuie să îl îndeplinească și se deosebesc principalele tipuri:
- suprafețe destinate circulației utilajelor, oamenilor și animalelor;
- suprafețe de depozitare a producției agricole;
- suprafețe pentru odihna animalelor;
- suprafețe care acoperă canalele pentru instalații diverse.

### Tencuieli
Tencuielile sunt elemente de finisaj care se aplică pe suprafața brută a pereților, tavanelor sau a altor elemente de construcții, având rol estetic, igienic și de protecție împotriva agenților exteriori (intemperii, radiații etc.) sau interiori (apă și vapori de apă), a gazelor, focului și a altor agenți și acțiuni chimice și mecanice din mediul ambiant.

### Condiții tehnice pentru tencuieli
Condițiile tehnice impun tencuielilor anumite proprietăți legate de domeniul de aplicare, de cerințe de exploatare etc., și sunt:
- condiții capitale, legate de durabilitate, determină menținerea în timp a caracteristicilor fizice, chimice și mecanice ale tencuielilor, având în vedere condițiile mediului ambiant;
- condiții mecanice - se referă la legătura cu stratul suport și fisurile care pot apărea;
- condiții fizice și igienice de exploatare;
- condiții de ordin arhitectural-estetic;
- condiții economica-organizatorice.

### Clasificarea tencuielilor
- După poziția lor în construcție se deosebesc: tencuieli interioare și exterioare.
- După materialul suport pe care se aplică, pot fi: pe cărămidă, pe beton greu sau ușor, pe zidărie din piatră, pe șipci, pe trestie etc.
- După tehnologia de execuție, tencuielile pot fi: umede, semiumede sau uscate.
- După modul de prelucrare a feței văzute, tencuielile se clasifică în: 1.tencuieli brute cu fața văzută prelucrată grosier (la suprafețele subsolurilor, calcane, poduri) având funcția principală de protecție; 2.tencuieli drișcuite, netezite cu drișca din lemn; 3.tencuieli gletuite, sunt drișcuite pe care se aplică un strat subțire de var sau ipsos, netezire cu drișca metalică; sunt folosite în special pentru netezirea suprafețelor care urmează a fi vopsite cu ulei; 4.tencuieli sclivisite la care fața vizibilă se prelucrează cu pastă de ciment, netezind-o cu drișca de oțel; sunt folosite la încăperi cu umiditate mare; 5.tencuieli decorative folosite la clădiri monumentale.

### Zugrăveli și vopsitorii
Lucrările de finisaj prin care se aplică pe suprafața elementelor de construcție un strat subțire dintr-o suspensie de pigmenți în apă se numesc zugrăveli. Dacă stratul este alcătuit dintr-o suspensie de ulei sau emulsie, lucrările de finisaj se numesc vopsitorii. Zugrăvelile și vopsitoriile se execută în scopul menținerii stratului suport în condiții de igienă, protejării hidrofuge, ignifuge și anticorozive cât și pentru a crea un aspect decorativ, ele se execută manual sau mecanizat. Văruitul sau spoitul cu var este cea mai simplă zugrăveală și se execută cu lapte de var stins. Zugrăvelile simple cu compoziții pe bază de ulei (pentru a adera mai bine la tencuială) se întrebuințează numai la interior, pe suprafețe și locuri uscate. Se execută dintr-un grund compus din humă, clei și culoare, care se amorsează cu o soluție foarte diluată de săpun peste care se dau două sau trei straturi de zugrăveală preparate cu clei animal. Tavanele se execută cu praf de caolin sau alb de zinc. Vopsitoriile în ulei se execută pe tencuieli, tâmplărie din lemn sau metal, țevi sau radiatoare etc.

### Lucrări de tâmplărie
Ferestrele și ușile sunt elemente de construcție care trebuie să asigure iluminarea și ventilarea naturală a încăperilor, accesul în clădire precum și legătura pe orizontală între diferite încăperi ale construcțiilor. Realizarea ușilor și ferestrelor caracterizează lucrările de tâmplărie care se execută în ateliere și fabrici speciale. Tâmplăria se realizează din lemn, metal sau materiale plastice. Elementele auxiliare ale tâmplăriei, fixate pe uși, formează feroneria și asigură exploatarea acestora și fixarea în poziție închisă sau deschisă.

#### Tâmplărie PVC
Tâmplăria reprezintă un element important al unei construcții fiind răspunzătoare în cea mai mare parte de confortul termic și fonic dintr-o locuință. Alegerea sistemului de tâmplărie trebuie făcută cu mare atenție astfel încât avantajele să fie multiple. Se va ține cont de tipul de material ce urmează a fi folosit (PVC, aluminiu, lemn stratificat, etc.), de proveniența acestuia (austriac, german, belgian, turcesc, etc.) dar și de firma producătoare de tâmplărie. Este de retinut un aspect foarte important, și anume: 41% din caldură ce se găsește intr-o clădire se pierde prin ferestre, deși suprafața acestora reprezintă aproximativ 15%-30% din suprafața totală a clădirii. De aceea aveți nevoie de tâmplăria potrivită din PVC sau aluminiu. PVC-ul nu dăunează sănătății oamenilor și nici mediului înconjurător fiind reciclabil 100%, în plus durabilitatea este apreciată la peste 25 de ani.
- pentru o izolare termică și fonică superioară structura tetracamerală și pentacamerală a profilelor în combinație cu geamul termoizolator LOW-E duce la obținerea unui coeficient de transfer termic redus de până la 1,4 W/m2K;
- prin utilizarea unor armături din otel zincat de 1,5 mm se conferă rigiditate și rezistență mecanică ridicată în exploatare;
- profilele vor fi ecologice, extrudate, utilizând aditivi ecologici pe bază de Ca-Zn.

## Materiale de construcții
Totalitatea materialelor care contribuie la execuția unei construcții poartă denumirea de materiale de construcții. Stabilitatea materialelor care concură la realizarea unei construcții necesită cunoașterea proprietăților lor fizico-mecanice și chimice, cât și comportarea lor la diferitele acțiuni și agenții distructivi la care sunt supuse în timpul punerii în operă și a exploatării.

### Lemnul
Este unul din cele mai vechi materiale de construcție și este folosit pentru structuri de rezistență, acoperișuri, finisaje cât și pentru cofraje la betoane. Ca material de rezistență, lemnul prezintă o serie de avantaje și anume: se prelucrează ușor, se asamblează ușor cu cuie, buloane, scoabe etc.; se manipulează ușor datorită greutății specifice reduse; este un bun izolator termic și fonic; aspect frumos. Domeniul de utilizare este însă limitat datorită dezavantajelor și anume:
- se aprinde și arde ușor;
- este puțin rezistent la acțiunea apei și este atacat de insecte;
- proprietăți mecanice nesatisfăcătoare;
- dimensiunile pieselor sunt limitate atât în secțiunea transversală cât și ca lungime:
- durata de exploatare este redusă;
- prezintă defecte (noduri, crăpături).

### Piatra naturală
Aceasta reprezintă amestecuri naturale din minerale care formează rocile, substanțe solide, omogene fizico-chimic, cu structură cristalină sau amorfă. Este un material des folosit în construcții și cu tradiție datorită calităților sale și anume:
- se găsește în majoritatea zonelor din țara noastră;
- are rezistență mare la compresiune și uzură;
- durabilitate în timp;
- aspect natural frumos;
- poate fi folosit atât la execuția elementelor de rezistență cât și la decorațiuni.

### Betonul
Betonul este o piatră artificială, obținut prin întărirea unui amestec omogen din liant, agregat și apă. În betoane, partea activă este liantul iar partea practic inertă este amestecul de nisip și pietriș sau piatră spartă, numit și agregat. Betonul simplu, asemeni pietrei naturale, rezistă bine la uzură și compresiune dar are rezistențe mici la întindere (de 15-20 ori mai mici decât rezistența la compresiune). Betonul armat se obține prin asocierea rațională a betonului simplu cu armături de oțel sub formă de bare, plase sudate sau profiluri care conlucrează cu betonul. În această asociere, armăturile au rolul de a prelua în totalitate eforturile de întindere. Betoanele sunt foarte variate în privința proprietăților tehnice, din cauza marii varietăți a naturii componenților și a raportului acestora în amestecul de beton. Dintre clasificările betoanelor, cele mai importante sunt acelea care se referă la caracteristicile lor tehnice și anume: greutatea specifică aparentă, rezistența mecanică, permeabilitatea și gelivitatea.

### Metalul
Datorită calității sale, metalul este folosit în construcții la cele mai diverse elemente de rezistență (stâlpi, grinzi, planșee), tâmplărie (uși și ferestre), rezervoare, elemente de construcții etc. În construcții se folosesc în mod curent: oțelul, fonta, zincul, cuprul și aluminiul.

### Mortarele
Mortarele sunt amestecuri omogene de liant, nisip și apă care se întăresc fie prin pierderea apei fie hidraulic, în funcție de natura liantului întrebuințat. Mortarele servesc la legarea cărămizilor pentru a forma elemente de construcții și se numesc de zidărie sau la protejarea elementelor și se numesc de tencuială. În mortar, partea activă este liantul iar partea inertă este nisipul. După natura liantului folosit, se deosebesc mortare de: argilă la clădiri ușor solicitate, var simplu, var ciment, ciment cu argilă sau var; ciment folosit la zidăria din piatră sau sub apă. Agregatele folosite sunt nisipurile naturale sau obținute prin concasare.

### Materiale ceramice
Produsele ceramice folosite în construcții se obțin dintr-un amestec omogenizat format din argilă, nisip și apă și după fasonare, arse la temperaturi cuprinse între 900 °C și 1400 °C Tehnologia de fabricație ale produselor ceramice cuprinde următoarele faze: prepararea amestecului omogen, fasonarea produsului, uscarea, arderea. În funcție de materia primă folosită în fabricație și de temperatura de ardere, produsele ceramice pot fi: colorate sau albe, cu structură poroasă, clincherizată sau vitrificată. Astfel, produsele ceramice cel mai des utilizate în construcții și instalații sunt:
- colorate poroase: cărămizi, țigle, tuburi;
- colorate clincherizate: clincher de fațadă, clincher de pavaj, tuburi de bazalt;
- albe poroase: faianța fină, materiale refractare;
- albe vitrificate: porțelan.

### Sticla
Este un amestec complex în care componenții principali sunt: bioxidul de siliciu și silicați, complecși de sodiu, potasiu, calciu, plumb. În construcții se folosește sticla pentru:
- diverse tipuri de geamuri cu grosimi diferite, pentru ferestre;
- geamuri riglate și armate pentru luminatoare și depozite; acestea au grosimi mari și au fața striată sau respectiv înglobată în masa sa o plasă de sârmă ceea ce îi conferă rezistență la lovituri și foc;
- geamuri triplex și securit; sticla are dezavantajul că la lovire se sparge în așchii tăioase astfel încât pentru evitarea accidentelor se folosesc fie geamuri armate fie triplex sau securit. Geamul triplex este format din două foi de sticlă lipite cu un adeziv iar la spargere cioburile nu se împrăștie;
- dale pentru pereți luminoși, tip Nevada;
- profilit pentru pereți;
- geamuri termopan și izolat cu calități termoizolante;
- cărămizi din sticlă, țigle de sticlă etc.

### Materiale pentru izolație
Pentru protecția elementelor de construcții la acțiunea mediului ambiant, care în unele cazuri pot produce degradarea lor se realizează diferite lucrări de izolație. Acestea pot fi:
- izolații hidrofuge sau hidroizolații care au rolul de a împiedica pătrunderea apelor în interiorul clădirii sau în elementele de construcție;
- izolații termice sau termoizolații care au rolul de a reduce pierderile de căldură prin elementele clădirii astfel încât în interiorul construcțiilor să se realizeze condiții de confort termic;
- izolații fonice care au rolul să atenueze transmisia sunetelor prin elemente de construcții și instalații în scopul realizării condițiilor de confort acustic.

### Materiale hidroizolante
Materialele hidroizolante utilizate curent sunt: bitumurile, masele bituminoase preparate din bitumuri, materiale bituminoase în suluri.

## Elementele generale privind construcțiile agricole, proiectare și amplasare

### Definiții
Prin construcții agricole se definește totalitatea construcțiilor destinate realizării producției agricole, vegetale sau animale. După destinația lor, acestea pot fi: construcții destinate producției animale (zootehnie), construcții pentru producția vegetală, construcții pentru depozitarea, conservarea și condiționarea producției vegetale. Diversitatea mare a speciilor de animale și păsări crescute și întreținute în aceste construcții, a produselor recoltate sau obținute prin preparare sau semipreparare, a substanțelor chimice pentru fertilizarea solului ce trebuie depozitate în condiții de siguranță, fac ca aceste construcții să prezinte caracteristici constructive și funcționale deosebite. Caracteristicile care definesc construcțiile agro-zootehniceși le disting ca o grupă aparte, sunt:
- în adăposturile pentru animale cât și în sere și depozite își desfășoară activitatea un produs biologic viu în stare manifestă sau latentă care necesită condiții speciale de microclimat interior, justificând soluțiile specifice pentru elementele de construcții;
- fluxul tehnologic care se desfășoară în aceste construcții are un specific deosebit în funcție de destinație;

asigurarea spațiilor distincte pentru odihnă și furajare a animalelor, evacuarea dejecțiilor, cultura plantelor, depozitarea furajelor, cerealelor, legumelor și fructelor, circulația oamenilor etc.;
- caracterul de masă determinat de numărul mare de obiective similare.

### Scurt istoric al dezvoltării construcțiilor agricole
Construcțiile folosite în sistemul tradițional de întreținere și exploatare a animalelor și păsărilor erau în majoritatea cazurilor simple adăposturi contra intemperiilor, neputând să asigure condiții optime din punct de vedere funcțional. În aceste construcții, microclimatul era greu de stăpânit iar dotarea tehnică aproximativ inexistentă. Din aceste cauze, rentabilitatea unor astfel de construcții nu este asigurată, mai ales pentru afectivele mari de animale și păsări. De asemeni, construcțiile pentru depozitarea, conservarea și condiționarea producției vegetale erau amenajări simple, fără a asigura condiții optime necesare masei biologice depozitate. Pe măsura schimbării și transformării metodelor tradiționale în tehnologii de tip industrial, a apărut necesitatea unor soluții noi constructive adecvate. În consecință, a devenit necesară proiectarea și realizarea unor construcții îmbunătățite funcțional și cu o înzestrare tehnică

## Construcții pentru realizarea producției vegetale
Realizarea producției vegetale în spații protejate oferă avantaje deosebite și anume: obținerea de producții timpurii și extratimpurii, siguranță în realizarea ei prin evitarea pericolelor prezentate de grindină, ploi torențiale, înghețuri sau brume târzii, prelungirea perioadei de vegetație a plantelor, eșalonarea produselor și realizarea de producții mari pe unitatea de suprafață.

### Clasificare
Construcțiile pentru realizarea producției vegetale pot fi:
- răsadnițe și solarii, folosite pentru prelungirea duratei de vegetație toamna și primăvara, îi scopul obținerii recoltelor timpurii sau târzii;
- sere destinate producției intensive tot timpul anului.

### Răsadnițe
Sunt construcții simple și permit delimitarea unei anumite suprafețe de teren și un volum variabil de aer, unde se realizează condiții optime pentru creșterea plantelor legumicole. Ele dispun de o sursă proprie de energie cât și de aportul caloric al radiațiilor solare. Ținând seama de particularitățile constructive și materialele folosite pentru realizarea răsadnițelor, acestea se pot clasifica astfel:
- după nivelul temperaturii realizate: răsadnițe calde (20 °C - 25 °C), semicalde (15 °C - 20 °C), reci (8 °C - 12 °C);
- după poziția față de suprafața solului: răsadnițe de suprafață, semîngropate și îngropate;
- după numărul pantelor: răsadnițe cu o pantă și cu două pante;
- după materialele de construcție: răsadnițe de lemn, prefabricate din beton;
- după materialele de acoperire: răsadnițe acoperite cu sticlă, acoperite cu material plastic;
- după gradul de mobilitate: răsadnițe mobile, semimobile și fixe.

### Solariile
Sunt construcții cu ajutorul cărora se realizează producții timpurii și extratimpurii a legumelor. Ele sunt reci (neîncălzite) sau cu încălzire biologică (gunoi de grajd). După caracteristice constructive, materialele folosite și destinația lor se deosebesc:
- folie întinsă - folie fără susținere. Este tipul cel mai simplu de protejare, folosind folie foarte subțire (0,01 mm) perforată;
- tunele joase sau tunele simple; au lățimea de 70-80 cm, înălțimea de 40 cm iar lungimea de 10-15 cm. Pentru susținerea foliei se folosesc arcuri din nuiele de răchită sau salcie cu diametrul de 10-20 mm și lungimea de 160-180 cm; distanța între arcuri este de 1 m iar la intervalele de 10 m căte un arc fier-beton. Se mai folosesc bare din oțel-beton cu diametrul de 6 mm sau tuburi PVC, distanța între arcuri fiind de 1,50-2,00 m. Folia se ancorează la capete cu țăruși;
- solar tip cort. Acesta are stâlpi în pământ, susținerea foliei făcându-se cu o scândură întinsă pe stâlpi. La coamă înălțimea este de 75 cm iar la margine de 50 cm. Solariile se mai pot realiza cu o structură de arce de rezistență sub formă de semicerc cu deschidere de 6,00 - 9,00 m și traveea de 1,00 - 1,50 m realizate din bolțari confecționați din lamele de lemn. Închiderile se realizează din folie sau sticlă.

#### Condiții de amplasare pentru răsadnițe și solare
Producția realizată în răsadnițe și solarii este influențată de o serie de factori climatici și de teren de care trebuie să se țină seama la amplasarea acestor construcții.
- Căldura și lumina. Sunt factori de bază de care depinde creșterea plantelor legumicole. Căldura se asigură din procesele de descompunere a materialului organic (biocombustibil) atât în timpul nopții cât și în timpul zilei, la care se adaugă și cea rezultată din radiația solară din timpul zilei. Lumina naturală este determinată de poziția geografică a terenului și orientarea construcțiilor. Din acest punct de vedere răsadnițele și solariile sunt amplasate de preferință în zone însorite cu nebulozitate scăzută.
- Relieful și expoziția. Suprafața terenului pe care se amplasează răsadnițele și solariile trebuie să aibă o înclinație între 2 și 15 % pentru a permite scurgerea apelor provenite din precipitații. Orientarea trebuie să fie sudică, sud-estică sau sud-vestică pentru a primi o cantitate cât mai mare de radiație solară și pe o durată maximă a zilei. Din aceste considerente, pe suprafețe orizontale, răsadnițele se așază cu tocul înclinat.
- Protecția împotriva vânturilor este necesară pentru a reduce pierderile de căldură și se realizează prin amplasarea răsadnițelor și solariilor în spații protejate de alte clădiri existente (fără a le umbri) sau prin perdele de protecție din diferite materiale care au înălțime de 2,50 - 3,00 m.
- Sursa de apă trebuie să asigure cantitatea de apă necesară pentru utilizarea zilnică, deci sursă permanentă și se asigură din fântâni care captează pânză freatică, izvoare etc.

#### Climatul interior în răsadnițe și solarii
- Căldura. La răsadnițele și solariile care folosesc încălzire biologică (gunoi de grajd), căldura se dirijează cu mai multă siguranță deoarece aceasta este o sursă permanentă și oscilațiile datorate mediului se simt mult mai puțin. Deseori apar însă situații în care temperatura este ridicată și în acest caz se recurge la aerisire prin ridicarea ferestrelor și susținerea pe suporți cu mai multe trepte denumite aere. Ferestrele se deschid orientate astfel încât curenții de aer rece să nu pătrundă direct pe cultură.
- Lumina. Intensitatea luminii se urmărește cu atenție deoarece aceste construcții se utilizează primăvara timpuriu când radiația luminoasă este mai slabă și cu o durată mai redusă.
- Apa. Se asigură permanent în funcție de cultură la temperaturi adecvate și să nu conțină săruri nocive.
- Aerul. Compoziția aerului este un factor de mediu important, deoarece gunoiul de grajd aflat în fermentație degajă căldură și bioxid de carbon necesare plantelor dar și alte gaze nocive cum ar fi amoniacul. Pentru eliminarea bioxidului de carbon în exces cât și a amoniacului se practică aerisirea răsadnițelor și solariilor chiar și în zilele răcoroase.

### Sere

#### Definiție, caracteristici
Serele sunt construcții destinate producției de legume sau flori având posibilitatea de a se realiza un microclimat interior necesar acestui scop. Create inițial pentru producerea florilor (Olanda), acestea au cunoscut o rapidă dezvoltare și în cultura legumelor datorită eficenței lor economice ridicate. Serele au pereții și acoperișul realizate din materiale transparente, spațiul interior fiind organizat, în general cu o alee centrală de circulație iar pe de o parte și de alta spații de producție.

#### Clasificarea serelor
Clasificarea serelor se face având în vedere mai multe criterii și anume: 
- regimul de temperatură la care sunt exploatate și sunt sere reci, semicalde și calde. Serele calde și semicalde prezintă instalații de încălzire cu apă, abur sau aer cald iar în cele reci se folosește în exclusivitate căldura rezultată din radiație solară;
- după natura materialului din care se realizează elementele de închidere, serele pot fi din sticlă sau plăci din materiale plastice;
- după tipul constructiv, sunt: a) sere individuale sau sere specializate destinate numai pentru anumite culturi; b) sere bloc sau sere universale, fiind construcții cu spații practic nelimitate în plan și pot fi folosite pentru mai multe specii de culturi, acest tip de sere fiind cel care s-a extins cel mai mult din cauza eficienței economice foarte ridicate; c) sere etajate sau sistem turn cu planuri de cultură dezvoltate pe verticală și se mai numesc sere Ruthner după numele realizatorului acestui tip de seră - au avantajele folosirii superioare a terenului de construcție;
- după gradul de mobilitate sunt: a) sere fixe și anume serele individuale și bloc care rămân în același loc tot timpul exploatării; b) sere demontabile care au structură formată din panouri care pot fi demontate și îmbinate din nou astfel încât pot fi realizate în locurile în care acestea sunt necesare; c)sere mobile care se pot deplasa pe șine pe o lungime de circa de trei ori mai mare decât lungimea serei. Prin mutarea lor în diferite locuri se creează posibilitatea protejării culturilor timpurii primăvara și prelungirea perioadei de recoltare toamna, evitarea infectării solului cu diverși agenți patogeni cât și apariția fenomenelor de salinizare și degradare chimică și structuro-texturală a acestuia;
- după forma acoperișului, serele pot fi: a) sere cu o pantă folosite mai puțin datorită deficienței de iluminare și cost ridicat; b) sere cu două pante, simetrice sau asimetrice. Serele cu două pante simetrice sunt cele mai folosite asigurând posibilități maxime de modulare, ușurință în montaj și un consum minim de material.

#### Soluții constructive
Elementele de construcție ale unei sere sunt elementele structurii de rezistență și elementele de închidere.
- Structura de rezistență este formată din fundație, stâlpi și rigle. Materialele din care se realizează trebuie să îndeplinească o serie de condiții și anume: să aibă rezistențe mecanice mari ca să se poată realiza secțiuni mici pentru a duce la umbrirea minimă a suprafeței serei; să aibă o comportare bună la mediul agresiv din seră și anume umiditate mare și conținut ridicat de bioxid de carbon; să permită execuția industrializată.
- Lemnul este cel mai vechi material folosit la execuția serelor, dar necorespunzând cerințelor impuse; se utilizează mai ales la serele mici individuale mai ales sub formă de arce din lemn lamelat încleiat sau arce cintru.
- Metalul folosit curent este oțelul sub formă de profile laminate, tablă îndoită, bare sau țevi se protejează împotriva coroziunii prin galvanizare și vopsire.

#### Microclimatul în sere
Serele, fiind construcții destinate creșterii forțate a florilor și legumelor, trebuie să asigure un climat interior cât mai aproape de cel necesar producției în condiții naturale, în întreaga perioadă a anului. Factorii de microclimat trebuie să fie menținuți în limite stricte, variații foarte mici, știind că plantele sunt dependente de mediul ambiant. Principalii factori de microclimat sunt apa, temperatura, conținutul de gaze și viteza curenților de aer. Lumina influențează direct dezvoltarea plantelor datorită asimilației clorofiliene iar căldura este absolut necesară pentru sinteza hidraților de carbon care au rol de catalizator. Plantele nu se dezvoltă în spații întunecate. Temperatura este de asemeni un factor important al climatului interior deoarece plantele au nevoie de căldură pentru dezvoltare lor și nu suportă variații de temperatură mai mari de 3 °C-4 °C mai mult de 10-12 ore pe zi.

## Construcții pentru depozitarea, conservarea și condiționarea producției vegetale
Depozitarea, conservarea și condiționarea producției vegetale se realizează în construcții care trebuie să asigure condiții optime pentru limitarea maximă a proceselor vitale ale maselor de depozitat, menținerea acesteia în starea inițială timp cât mai îndelungat, cât și reducerea pierderilor fiziologice și mecanice. Aceasta presupune cunoașterea tuturor proceselor fiziologice și fizico-chimice care au loc în toată perioada de depozitare, având în vedere că produsele vegetale prezintă un grad ridicat de perisabilitate. Construcțiile pentru depozitarea, conservarea și condiționarea producției vegetale sunt proiectate și utilate funcțional având în vedere scopul pentru care se conservă și anume: consum imediat, consum în timpul iernii, rezerve locale sau la nivelul economiei naționale, pentru semințe sau pentru prelucrare. După natura produselor depozitate, sunt: construcții pentru depozitarea legumelor și a fructelor, construcții pentru depozitarea cerealelor și construcții pentru depozitarea furajelor.

### Construcții pentru depozitarea legumelor și a fructelor
Pentru a asigura consumul de legume și fructe pe tot timpul anului, acestea trebuie depozitate, conservate și condiționate. Produsele hortiviticole continuă în timpul păstrării o serie de procese metabolice și anume: respirație, maturare, încolțire etc. Condițiile de păstrare variază de la un produs la altul și depozitele se proiectează având în vedere aceste necesități.

### Clasificarea depozitelor pentru legume și fructe
Depozitele pentru legume și fructe se clasifică după mai multe criterii și anume:
- după natura producției depozitate sunt: depozite specializate pentru un singur produs, depozite universale pentru mai multe produse și complexe de valorificări cu activități de păstrare și depozitare a produselor;
- după modul de realizare a condițiilor de păstrare se deosebesc depozite fără posibilități de reglare a condițiilor de depozitare, depozite cu posibilități de reglare a condițiilor de depozitare, cu atmosferă controlată, prevăzute cu instalații de ventilație mecanică și frigorifice;
- după tipul construcției adoptate, depozitele pot fi: pavilionare și comasate;
- după limitele temperaturilor pentru păstrare, depozitele sunt: cu temperaturi pozitive (0 °C-5 °C), cu temperaturi negative de până la -24 °C pentru produse congelate și cu temperaturi apropiate de cele ale mediului exterior, care sunt determinante la realizarea microclimatului interior;
- după gradul de dotare al depozitului, pot fi: depozite speciale cu instalații mecanizate de sortare și de realizare a climatului interior, depozite simple, fără instalații, destinate păstrării de scurtă durată;
- după capacitate sunt depozite de mică capacitate (50-100 tone) și de mare capacitate (20.000 tone).

### Caracteristici constructive pentru depozite de legume și fructe
Depozitele pentru legume și fructe sunt diversificate într-o multitudine de tipuri, după caracteristicile constructiv-funcționale, de la simple șanțuri și tranșee la construcții cu capacități mari dotate cu utilități tehnologice de performanță. Soluțiile tradiționale folosesc materiale locale și puțin pretențioase iar soluțiile noi materiale și tehnologii de execuție moderne.

### Depozite de mică capacitate
Depozitele de mică capacitate sunt folosite pentru cantități mici de legume și pentru perioade scurte de timp, în general folosite pentru deservirea gospodăriilor individuale și unități de producție din mediul rural.

### Depozite de mare capacitate
Sunt depozite cu structuri în general din beton armat prefabricat, formate din: fundații pahar, stâlpi și grinzi, panouri prefabricate pentru pereți, elemente de acoperiș, drepte sau curbe, panouri ușoare termoizolante pentru închiderile exterioare. Depozite de mare capacitate sunt de tip parter sau cu mai multe nivele, soluția fiind determinată de considerente economice. 

### Elemente de proiectare a depozitelor de legume și fructe
Spațiile necesare pentru depozitarea legumelor și fructelor sunt determinate de specia produselor și tehnologia de depozitare (tabelul 1).
| Specia      | Sistemul de depozitare | Înălțimea (m) | tone pe mp de suprafață | volum de celulă pe mc de de celulă |
| ----------- | ---------------------- | ------------- | ----------------------- | ---------------------------------- |
| Cartofi     | vrac                   | 4,00          | 2,50                    | 0,40                               |
| Rădăcinoase | containere             | 5,50          | 1,70                    | 0,20                               |
| Ceapă       | vrac                   | 3,50          | 2,10                    | 0,40                               |
| Mere        | lăzi, paletizate       | 6,00          | 1,70                    | 0,21                               |
| Pere        | lăzi, paletizate       | 6,00          | 1,80                    | 0,22                               |

Microclimatul necesar pentru a fi crea în depozite este deosebit de important deoarece acesta influențează producția în mod direct. Temperatura necesară a fi realizată (tabelul 2) este importantă deoarece la temperaturi joase se reduc procesele de metabolism; se prelungește durata până la apariția îmbătrânirii; se reduc pierderile de apă (evitându-se astfel vestejirea) iar deprecierile calitative datorate atacurilor ciupercilor și bacteriilor apar în proporție mult mai mică.
Natura produsului Temperatura °C Natura produsului Temperatura °C
- Cartofi pentru însămânțări * 2,0...4,0 * Ceapă * 0,0...0,5
- Cartofi pentru consum * 3,0...5,0 * Varză * 0,0...1,0
- Cartofi pentru prelucrare * 2,0...6,0 * Mere * 0,0...1,0
- Cartofi pentru furajare * 2,0...6,0 * Pere * 0,5...1,0
- Rădăcinoase * 0,0...1,0 * Struguri * -1,0...1,0

Umiditatea relativă variază între limitele de 70 - 90%; umiditatea mai redusă produce zbârcirea produselor ca urmare a pierderilor de apă iar umiditatea ridicată favorizează dezvoltarea ciupercilor (mucegai) și bacteriilor. Pentru realizarea condițiilor de microclimat optime, elementele de închidere a depozitelor de legume și fructe se proiectează astfel încât să se asigure o izolație termică eficientă.

### Instalații și utilaje folosite în depozitele de legume și fructe
Instalațiile și utilajele prevăzute în depozitele de legume și fructe sunt determinate de procesul tehnologic adoptat și permit climatizarea aerului interior, iluminarea artificială, transportul și manipularea produselor depozitate cât și condiționarea lor. Instalațiile de climatizare interioară asigură microclimatul în celulele frigorifice prin menținerea în limitele optime a temperaturii, umidității și compoziției aerului. Instalațiile de răcire se folosesc pentru depozitarea pe durate mai îndelungate și mențin la parametri optimi temperatura, umiditatea, presiunea și conținutul de gaze. Instalațiile de umidificare a aerului au rolul de a menține umiditatea necesară în celulele de depozitare. Instalația de atmosferă controlată se proiectează pentru menținerea tuturor factorilor de climat interior specific fiecărui tip de depozitat și anume: temperatură, umiditate, concentrație de oxigen și bioxid de carbon etc. Instalațiile de iluminat (în general fluorescent) prevăzute în depozitele de legume și fructe sunt diferențiate: 
- în hala de sortare iluminarea se face astfel încât să fie cât mai aproape de cea naturală;
- în celulele de depozitare nu este necesară lumina deoarece aceasta ar stimula sau intensifica unele procese nedorite (vegetație, vestejire etc.);
- pe aleile de circulație și anexe, o iluminare obișnuită.

Utilajele de transport și stivit sunt necesare pentru manipularea în bune condiții a masei de depozitat și cu un preț de cost cât mai redus. Aceste utilaje sunt: transportoare mobile cu bandă de cauciuc, graifere, lopeți mecanice, electrocare cu braț ridicător, cărucioare acționate manual sau mecanic, motostivuitoare, electrostivuitoare etc. Mașinile și instalațiile pentru condiționare se folosesc pentru pregătirea legumelor și fructelor pentru depozitare și apoi livrare.

### Construcții pentru depozitarea cerealelor
În masa de depozitare a cerealelor, în timpul depozitării și conservării se produc o serie de procese vitale care trebuie să fie menținute cât mai mult timp în stare latentă pentru a reduce pierderile fiziologice și mecanice. În acest sens, proiectarea și realizarea construcțiilor destinate acestui scop se face ținând seama de: natura produselor vegetale depozitate, procesele ce au loc în masa de depozitat, factorii fizico-chimici necesari în spațiile de păstrare, metoda de conservare adoptată.

### Construcții pentru depozitarea furajelor
Aceste construcții sunt destinate depozitării produselor vegetale necesară pentru asigurarea alimentației animalelor pentru perioada de iarnă și până la producția din anul curent. Construcțiile pentru depozitarea furajelor sunt de două tipuri:
- fânare - pentru furaje fibroase uscate;
- silozuri - pentru furaje verzi.

La proiectarea și executarea acestor construcții trebuie să se țină seama de:
- reducerea pe cât posibil a pierderilor cantitative a produsului depozitat;
- păstrarea valorii nutritive a furajelor;
- împiedicarea unor reacții chimice care deteriorează calitatea furajelor.

### Fânare
Conservarea protejată sub acoperiș a furajelor fibroase uscate înlătură pierderile și degradările cauzate de intemperii și permite uscarea suplimentară în timpul depozitării prin infiltrarea de aer.
- Fânarele tip șopron sunt construcții simple, deschise lateral, cu pereți perforați sau din plasă de sârmă. Structura de rezistență este formată din stâlpi din lemn, metal sau beton, încastrați în fundații de beton; acoperișul este realizat din ferme de lemn, beton sau metal și învelitoare din tablă sau azbociment ondulat; pardoseala este din pământ bătut sau beton.
- Fânarele turn sunt construcții cilindrice cu diametrul de 6 - 8 m și înălțimea de 8 - 13 m. Închiderea fânarului se face cu plasă de sârmă, protejată cu solzi de azbociment în formă de sector de cerc așezați depărtați, care împiedică pătrunderea apei permițând însă pătrunderea aerului. Încărcarea se face pe la partea superioară, pneumatic; cu ajutorul unui șablon-clopot prin care se insuflă aer de uscare se realizare un coș central în masa de furaj. Prin acest coș, o freză superioară de extracție descarcă furajele pe instalația de transport de la baza turnului.

### Silozuri pentru furaje verzi
Pentru depozitarea și păstrarea furajelor verzi se folosesc două metode de însilozare și anume: în spații etanșe (anaerobă) și în spații neetanșe (aerobă).
- Însilozarea în spații etanșe (anaerobă) se realizează într-un conținut de gaz inert (bioxidul de carbon) menținându-se o presiune constantă cu ajutorul unei instalații care se numește plămân de presiune. Silozul este realizat din metal, protejat anticoroziv și permite păstrarea masei însilozate în proporție de 95%; investiția specifică fiind mare; acest tip de siloz se folosește pentru furaje care sunt valoroase pentru producție și anume: lucernă, nutrețuri combinate, ovăz, porumb boabe etc.
- Însilozarea în spații neetanșe se folosește pentru însilozarea furajelor grosiere admițându-se anumite perderi calitative și cantitative avându-se în vedere cotul mai redus al investiției.